# Tatort: Unter Kriegern
Unter Kriegern ist ein Fernsehfilm aus der Krimireihe Tatort. Der vom Hessischen Rundfunk produzierte Beitrag ist die 1054. Tatort-Episode und wurde am 8. April 2018 im Ersten erstgesendet. Das Frankfurter Ermittlerduo Janneke und Brix ermittelt in seinem siebten Fall.

## Handlung
Der Schüler Felix Voss fühlt sich für eine 2+ in einer Mathe-Arbeit durch seinen Lehrer diskriminiert. Mit seinem Frust darüber kann er nicht umgehen. Er beschattet die ihm verhasste Klassenbeste, führt genau Buch, wann diese sich zu welcher Zeit wo aufhält, und tätigt obskure Drohanrufe mit verstellter Stimme.
Im Heizungskeller des hessischen Sportleistungszentrums wird die Leiche des elfjährigen Malte Rahmani gefunden, der, in einen Heizkessel eingeschlossen, verdurstet ist. Der Junge war zuvor zehn Tage lang vermisst gewesen und hatte unter dem Druck des anspruchsvollen Leistungszentrums das Training aufgegeben. Unter Verdacht steht der vorbestrafte 32-jährige Ex-Hooligan und Hausmeister des Zentrums Sven Brunner, der eine Bekanntschaft zu dem elfjährigen Außenseiter gepflegt haben soll.
Der stark leistungsorientierte Sportfunktionär Joachim Voss, Vater von Felix, hat sofort Befürchtungen, dass der Mordfall publik gemacht werden könne, und engagiert sich persönlich, um dies zu verhindern. Daheim trimmt der dominante Familienvater seinen geliebten Sohn Felix auf sportliche Höchstleistung, während er seine sensible und unscheinbare Frau, die Pferdeliebhaberin Meike, unterdrückt und bestraft. Das Verhältnis von Meike zu ihrem Sohn Felix wiederum ist von großem Misstrauen geprägt. Als Hauptkommissar Brix Felix Voss, der das Leistungszentrum auch regelmäßig als Judoka und Ruderer besucht, zum Verhältnis des etwa gleichaltrigen Opfers zu dem verdächtigen Brunner befragt, entzieht sich der intelligente Junge jeder konkreten Antwort.
Anna Janneke spricht mit dem Sozialpädagogen Kristof Waldner, der Brunners Selbsthilfekurs gegen Aggressionen leitet, um sich nach dem psychischen Zustand des Verdächtigen zu erkundigen. Der eigenwillig-konfrontative Waldner erklärt knapp, dass er vermute, Brunner habe Malte Rahmani instrumentalisiert, um sich als Helfer zu profilieren, ohne dabei die Konsequenzen „für seinen Ruf“ zu bedenken. Als der verhaltensauffällige Brunner, nach wie vor hauptverdächtig, wieder seinen Hausmeisterjob im Sportleistungszentrum antreten will, wird er von Voss entlassen, was Brunner nicht gut aufnimmt. Waldner setzt sich dagegen für die Weiterbeschäftigung von Brunner ein und versucht Voss deshalb unter Druck zu setzen. Er beabsichtige ansonsten an die Medien zu treten und die (angebliche) Diskriminierung von Rahmani und Brunner seitens des Leistungszentrums publik zu machen.
Auf Malte Rahmanis Handy hat die Polizei inzwischen Fotos entdeckt, die ihn unbekleidet und umschlungen mit Joachim Voss zeigen. Als die Kommissare Voss auf sein Verhältnis zu Malte ansprechen, gibt der zufällig anwesende Sohn Felix seinem Vater plötzlich ein Alibi. Beim Judo indes kann der durchtrainierte Felix trotz seines Ehrgeizes keinen guten Eindruck beim Trainer hinterlassen. Obwohl er ein Droh-Foto seiner Klassenkameraden an seinem Platz vorfindet, setzt der Junge die Beschattung der Klassenbesten unbeirrt fort.
Meike Voss sucht den Gewalt-Therapeuten Waldner auf, um sich Rat zu suchen. Sie habe private Probleme und Mordfantasien gegen ihren eigenen Mann. Waldner lädt Meike daraufhin ein, an einem Rollenspiel teilzunehmen, bei dem auch Brunner zugegen ist. Brunner, der inzwischen mit der Polizei kooperiert, versucht, Meike zu einer belastenden Aussage über ihren Mann zu bewegen, indem er ihr offenbart, dass ihr Sohn Felix Malte gemobbt habe. Weder darauf noch auf den Druck der beiden Kommissare geht Meike in der Folge ein. Zuhause angekommen, erklärt sie Joachim allerdings, Waldner „alles erzählt“ zu haben. Daraufhin schlägt ihr Mann sie nieder und fährt mit Felix zu Waldner, wo er diesem körperlich droht und ihn mit Pfefferspray besprüht. Währenddessen entdeckt Meike in Felix’ Zimmer eine Kopie des Fotos, das Joachim und Malte zusammen zeigt, jedoch verunstaltet mit eifersüchtigen Rache-Malereien gegen Malte. Als der heimkehrende Felix sie damit überrascht, kommt es zum Streit.
Indes stellen die Rettungskräfte fest, dass Waldner durch einen allergischen Schock, ausgelöst durch das Spray, verstorben ist. Voss wird daraufhin zur Fahndung ausgeschrieben. Als Voss wiederum kurz darauf heimkehrt, findet er Meike erstochen auf dem Boden vor und erleidet einen Nervenzusammenbruch. Kurze Zeit später erscheinen die Kommissare am Tatort und finden den anscheinend unter Schock stehenden Mann mit dem Tatmesser in der Hand im Haus vor.
Beim anschließenden Verhör lügt Voss und gesteht, Meike wie auch Malte Rahmani aus Rache beziehungsweise Angst vor seiner Pädophilie getötet zu haben. Parallel dazu ist in Rückblenden zu sehen, wie Felix Malte in den Keller lockt und ihn eiskalt in den Kessel einschließt. Der Junge bleibt jedoch durch das Geständnis seines ihn liebenden Vaters, aber gegen den Instinkt von Janneke, auf freiem Fuß und darf bei seinen Großeltern leben. Janneke bemüht sich allerdings noch, Felix ins Gewissen zu reden und an seine Liebe zu seinem Vater zu appellieren. Den sehr präzise gefassten Plan zur Tötung seiner verhassten Schulkameradin lässt Felix in der Folge kurz vor Begehen der Tat fallen.

## Hintergrund
Der Film wurde vom 7. März 2017 bis zum 12. April 2017 in Frankfurt am Main gedreht. Die Premiere fand am 6. März 2018 im Rahmen des Deutschen FernsehKrimi-Festivals in Wiesbaden statt.

## Rezeption

### Kritiken
„Dass wir diesem schroffen 'Tatort' folgen, liegt auch an dem erschreckend überzeugenden Familienensemble in 'Unter Kriegern'. An Lina Beckmann ('Vorsicht vor Leuten') als Ehefrau, die vor den Grausamkeiten ihres Mannes und ihres Jungen in den Reitstall flieht, wo sie stundenlang nasse Pferdenasen liebkost, während sie von Rache träumt. Sowie an Golo Euler und Juri Winkler, die der Formulierung 'wie der Vater, so der Sohn' eine unheilvolle Bedeutung verleihen.“

„Alles an dieser Geschichte ist extrem, die Gnadenlosigkeit des Mordes, die Situation in der Familie Voss, der schwer gestörte Sohn und der noch schwerer gestörte Stiefvater. Die Geschichte ist zu drastisch, um langweilig zu werden, aber sie berührt nicht. Alles ist so stark gezeichnet, so brutal unmenschlich, dass man als Zuschauer keinen Zugang findet.“

„Hier ist es tatsächlich so, als ob sie [die Regisseurin Hermine Huntgeburth] an einem Wettbewerb teilgenommen hätte, wie man die unsympathischsten Menschen auf den Bildschirm bringen könnte. Das ist zwar in sich stimmig, aber mühsam zum Ansehen: Selbst die riesige Villa, in der die Familie logiert – verdienen Sportfunktionäre so viel? – wirkt kalt und abstossend.“

„Schaut man jedoch genau hin, ist auch der siebte Fall für das Duo Janneke/Brix, das bei seiner Suche nach dem Mörder eines Kindes an eine furchtbare Familie gerät, ein Horrorfilm. Das Ensemble ist ausnahmslos vorzüglich, aber ein kleiner Junge ragt heraus: Juri Winkler, der „Oskar“ aus den „Rico & Oskar“-Filmen, spielt seine Rolle teuflisch gut. Vorzüglich ist auch die Bildgestaltung, die die verschiedenen Stimmungsschwankungen plakativ illustriert. […].“

### Einschaltquoten
Die Erstausstrahlung von Unter Kriegern am 8. April 2018 wurde in Deutschland von 8,37 Millionen Zuschauern gesehen.

## Auszeichnungen
Deutscher Schauspielpreis 2019
- Auszeichnung in der Kategorie Schauspieler in einer Nebenrolle (Golo Euler)[8]